# 장크트파이트안데어글란군

장크트파이트안데어글란군의 위치

장크트파이트안데어글란군(독일어: Bezirk St. Veit an der Glan)은 오스트리아 케른텐주에 위치한 군으로 행정 중심지는 장크트파이트안데어글란이며 면적은 1,493.67km2, 인구는 54,092명(2024년 기준), 인구 밀도는 36명/km2이다. 북쪽으로는 슈타이어마르크주 무라우군, 북동쪽으로는 슈타이어마르크주 무르탈군, 동쪽으로는 볼프스베르크군, 남동쪽으로는 푈커마르크트군, 남쪽으로는 클라겐푸르트란트군, 서쪽으로는 펠트키르헨군과 접한다.

## 하위 행정 구역
4개 도시, 9개 시장도시, 7개 일반 시를 관할한다.
- 도시
  - 알트호펜(Althofen)
  - 프리자흐(Friesach)
  - 장크트파이트안데어글란(St. Veit an der Glan)
  - 슈트라스부르크(Straßburg)
- 시장도시
  - 브뤼클(Brückl)
  - 에버슈타인(Eberstein)
  - 구르크(Gurk)
  - 구타링(Guttaring)
  - 휘텐베르크(Hüttenberg)
  - 클라인장크트파울(Klein St. Paul)
  - 리벤펠스(Liebenfels)
  - 메트니츠(Metnitz)
  - 바이텐스펠트임구르크탈(Weitensfeld im Gurktal)
- 일반 시
  - 도이치그리펜(Deutsch-Griffen)
  - 프라우엔슈타인(Frauenstein)
  - 글뢰트니츠(Glödnitz)
  - 카펠암크라펠트(Kappel am Krappfeld)
  - 미헬도르프(Micheldorf)
  - 묄블링(Mölbling)
  - 장크트게오르겐암렝제(St. Georgen am Längsee)